# Clemente Estable

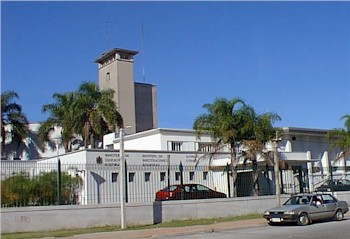
Instituto de Investigaciones Biológicas Clemente Estable en Montevideo, Uruguay

Clemente Estable (Santa Lucía, 23 de mayo de 1894 - Montevideo, 27 de  octubre de 1976) fue un docente e investigador uruguayo en el área de la biología celular y neurobiología.
Estable fue un pedagogo, científico y filósofo que marcó la historia del pensamiento nacional. Vivió su vida guiado por fuertes valores democráticos, éticos y trabajó exhaustivamente para mejorar o cambiar la visión pedagógica, política y científica de la comunidad del momento.
Clemente Estable fue reconocido por fundar el Instituto de Investigaciones Biológicas en Uruguay y por sus contribuciones destacadas en neurofisiología y biología celular. Su legado incluye influir en generaciones posteriores de científicos y promover el desarrollo de la ciencia en su país.
Clemente Estable recibió el Premio Nacional de Ciencias de Uruguay en 1966 y el Premio Konex de Platino en Ciencia y Tecnología en 1983 por sus destacadas contribuciones en fisiología y neurociencia.
El Instituto de Investigaciones Biológicas de Montevideo, entidad que él ayudó a crear, lleva su nombre.

## Biografía
Nació el 23 de mayo de 1894 en la zona sur cerca de San Juan Bautista, antiguo nombre de la ciudad de Santa Lucía, departamento de Canelones, Uruguay. Hijo de inmigrantes italianos —Giuseppe Stabile y Giuseppa Fallabella—, provenientes de San Rufo, provincia de Salerno que llegaron al Uruguay en 1865 y se casaron en Santa Lucía en 1877.
Luego de unos años, los Estable se mudaron a La Unión, zona en ese entonces semi-rural, instalando allí una provisión que fue atendida junto con sus hermanos. Aprendió a leer junto con su hermano Nicolás, quien lo preparará para ingresar al Instituto Normal —con una beca, a los 15 años—, a la vez que completa sus estudios en la escuela de La Unión en cursos nocturnos. 
Paralelamente, Estable en forma autodidacta, se dedicó a las ciencias naturales, inclinándose por las investigaciones microscópicas y también a estudios psicológicos. En 1914 egresa del Instituto y se dedica a ejercer en algunas escuelas de la capital, entre ellas, la N.º 38 de 2º grado, la Escuela Artigas y más tarde la Escuela de Aplicación España. 
En 1917 trabajaba como profesor del Instituto Normal. En 1920 es nombrado Maestro de Conferencias adscripto a la Inspección Técnica de Enseñanza Primaria, que le permitió recorrer varias escuelas. Al año siguiente publica «El Reino de las Vocaciones», un comunicado a la Sociedad de Pedagogía que se presentó en las sesiones de junio, julio y agosto. 

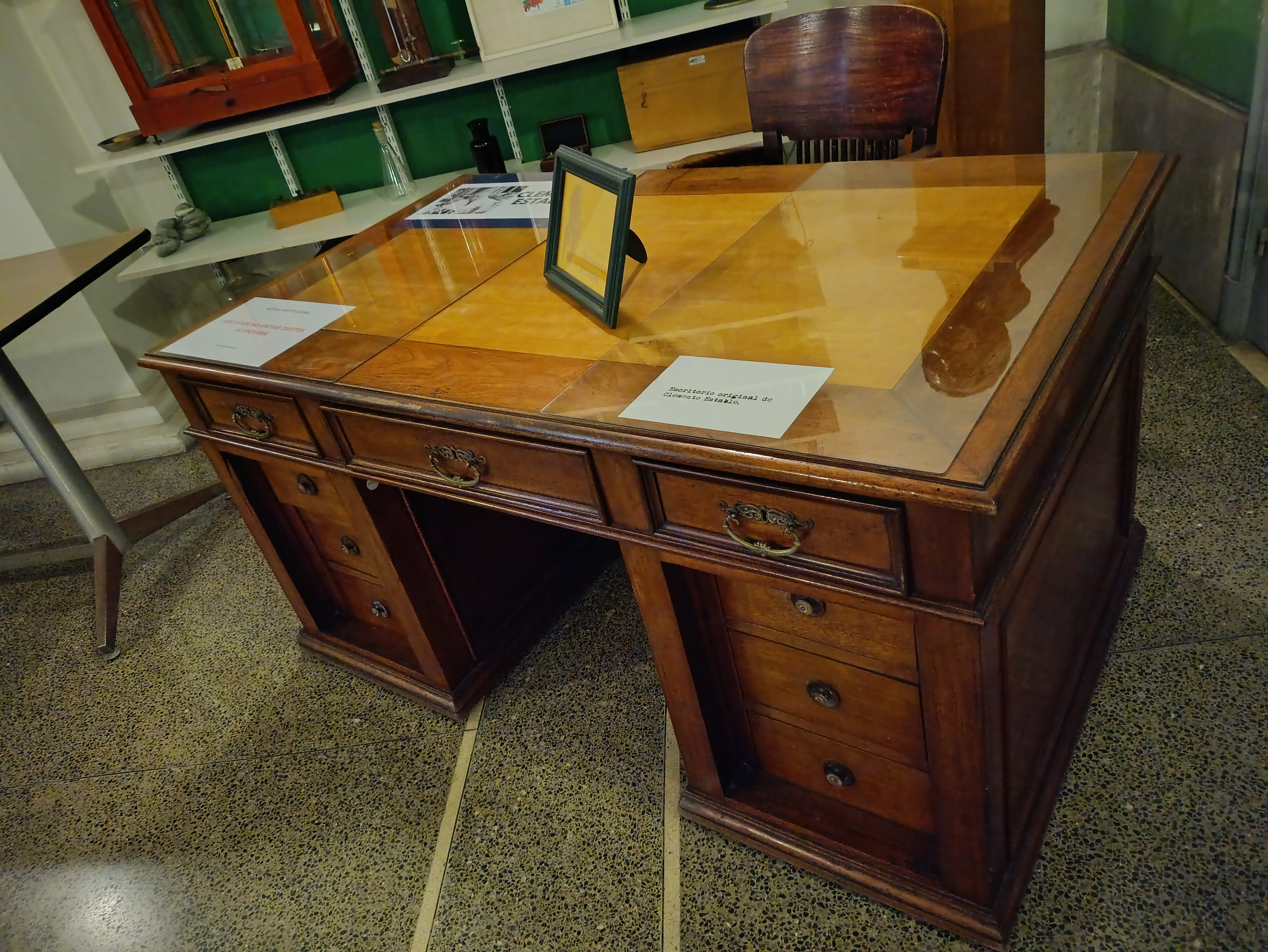
Escritorio original de Clemente Estable en el IIBCE.

En 1922, se le otorga una beca para el Instituto de Investigaciones Histológicas de Madrid, bajo la dirección entonces de Santiago Ramón y Cajal (Premio Nobel), permaneciendo allí tres años. Esto le permitió un trabajo destacado que fue plasmado en una serie de publicaciones sobre neurohistología y neurohistopatología en la revista del mismo Instituto. 
Cursó estudios en Francia, Alemania, Austria, Mónaco e Italia, asistiendo a institutos y laboratorios de biología y psicología, trabajando con los más renombrados científicos del momento. 
En 1925 regresa de Europa consagrado como investigador científico y continúa por un tiempo en su antiguo cargo de Jefe Maestro de Conferencias, aunque esa Sección Adscripta a la Inspección Técnica de Primaria se transformó en Laboratorio de Ciencias Biológicas y Cinematografía. 

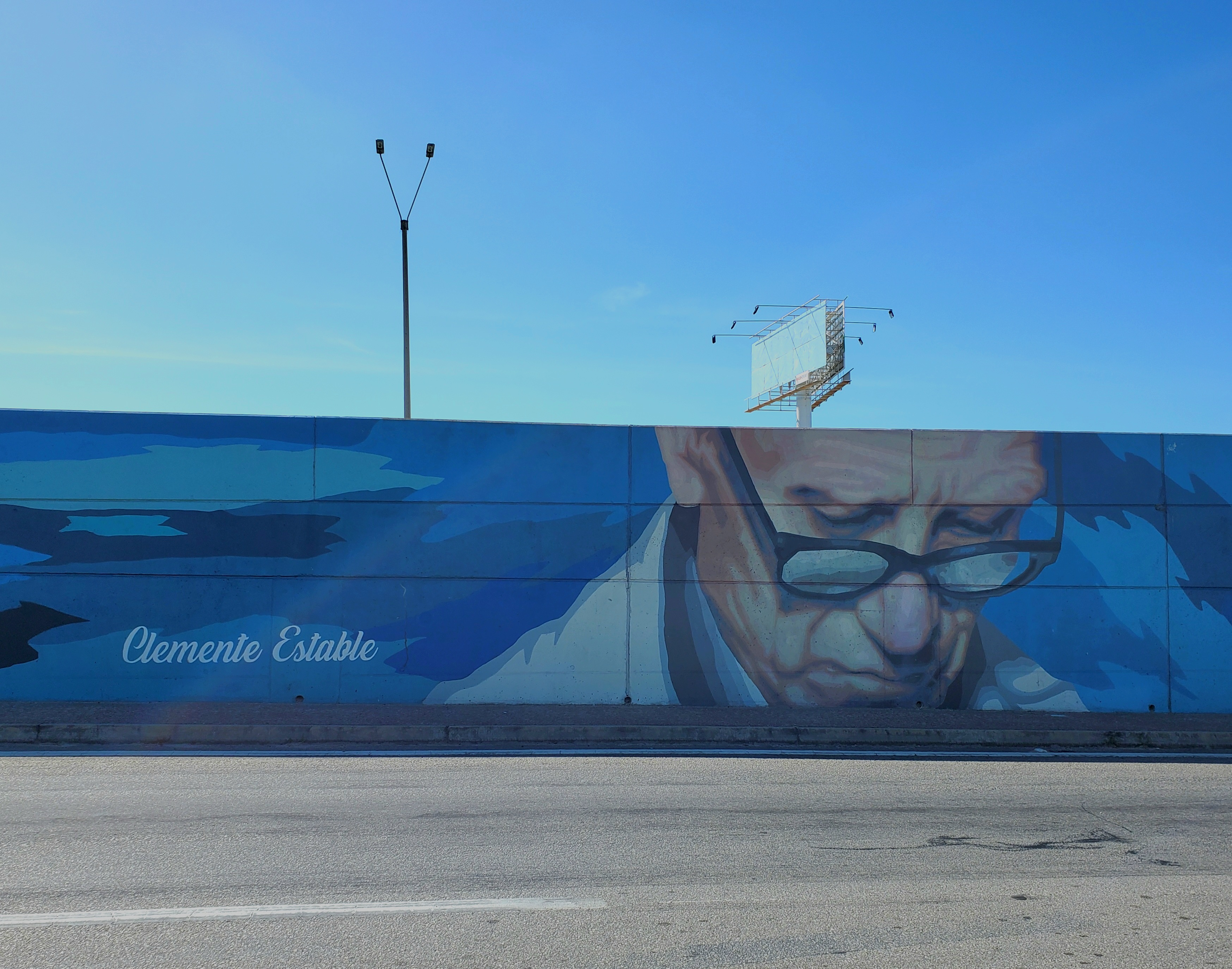
Mural conmemorativo de Clemente Estable a las afueras del Aeropuerto Internacional de Carrasco, elegido por votación entre las 8 personas más destacadas del país

Estable no poseía lugar físico para continuar con sus investigaciones y el Dr. Américo Ricaldoni le concedió un puesto de excepción en el Instituto de Neurología. En esta época contrae matrimonio con la Maestra Isabel Puig, formando una familia con tres hijos. 
En 1927 se separó la Sección Cinematografía del Laboratorio de Ciencias Biológicas y las nuevas funciones del mismo comenzaron a ser las de investigación, extensión cultural y preparación de material para las escuelas, todo esto bajo la dirección de Clemente Estable. 
En 1930, Estable ya reconocido como un maestro e investigador científico de renombre, estructuró un plan educativo para aplicar en el ciclo de enseñanza primaria los métodos de investigación científica, fundamentando a la vez, su base pedagógica y psicológica. Este plan se conoce con el nombre de Plan Estable. 
En este mismo año, Estable, quien era presidente de la Sociedad de Biología, preside el primer Congreso Internacional de Biología. 
En 1931 fue profesor de Biología en Preparatorios de Abogacía donde incorpora métodos innovadores. 
En 1932, dado su renombre como investigador y pedagogo, es invitado como miembro de honor a dictar conferencias en las Universidades de Santiago y Concepción de Chile. 
En 1937 es nombrado Profesor Ad-Honorem por la Facultad de Medicina de Montevideo. 
En 1940, Estable es invitado por diversas universidades e instituciones científicas de Estados Unidos para dictar conferencias, presentar trabajos y hacer demostraciones técnicas. 
En 1948 preside la primera Reunión de Expertos Científicos Latinoamericanos organizada por UNESCO en Montevideo. 
En 1956, visita la India en misión oficial en compañía de otros ilustres uruguayos. 
En 1959 es nombrado Profesor Honoris Causa por el Consejo de Enseñanza Secundaria y Preparatoria de la Universidad de Montevideo.[cita requerida]
En 1960 recibe un homenaje de la Cámara de Representantes de la República. 
En 1962 es nombrado oficial de la Legión de Honor de Francia y Médico Preclaro de la Academia Médica de Roma. 
Clemente Estable fallece el 27 de octubre de 1976 a los 82 años de edad. En virtud a sus dotes de ciudadano excepcional fue sepultado con los honores propios de un ministro de Estado.

## Trayectoria
El Prof. Clemente Estable fue una de las tres figuras de singular valor en el nacimiento de la biología uruguaya, junto con Ergasto H. Cordero (1890-1951) y Francisco A. Sáez (1890-1976).

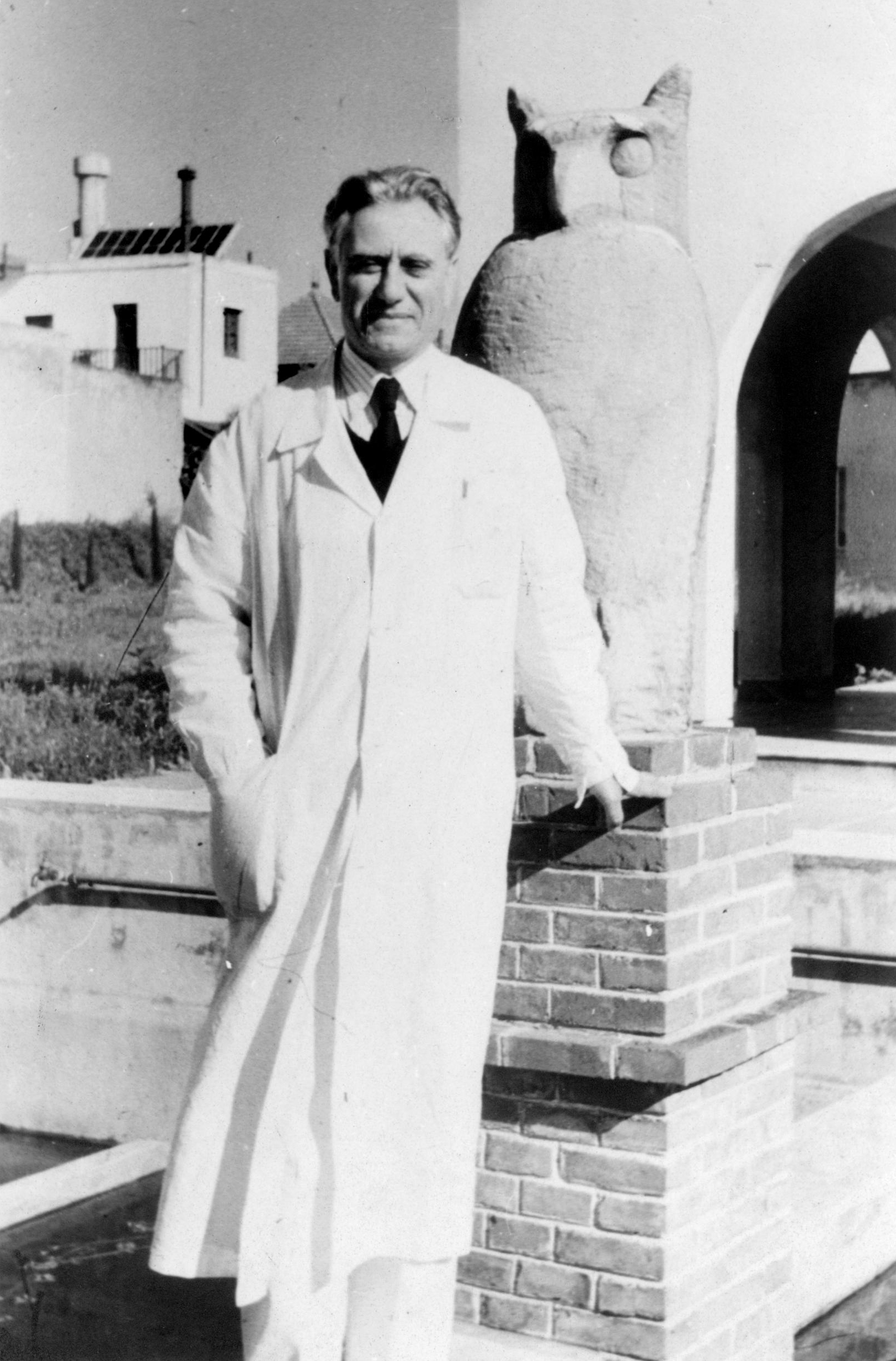
Estable en el IIBCE.

Fue uno de que más apoyó en el Uruguay la formación científica en general y de la biología en particular, paralelamente a su fecunda inquietud por el pensamiento filosófico, en especial orientado hacia la promoción del aprendizaje como vocación y aptitud.
A principios de la década de 1920 obtuvo una beca del gobierno español para completar su formación en el laboratorio dirigido por el Premio Nobel de Medicina de 1906, Don Santiago Ramón y Cajal.  
Por la fuerte influencia del científico español, se dedicó a investigar la arquitectura del sistema nervioso central y periférico. Publicó en 1923, en la revista que editaba el propio Ramón y Cajal, hallazgos originales referentes a la organización histológica del cerebelo.

Trabajador infatigable, exploró diversos centros nerviosos con las más diversas técnicas, creando aproximaciones experimentales realmente novedosas. Al cabo de muchos años de estudio concibió hipótesis originales sobre la funcionalidad de las células nerviosas, menos rígidas que la célebre Ley de la Polarización Dinámica de las neuronas elaborada por su venerado maestro.

Las ideas de Clemente Estable, particularmente aquellas vinculadas a las propiedades funcionales de los contactos inter-neuronales o sinapsis, mantienen hoy plena actualidad.
Según Clemente Estable, la investigación científica, la creación artística o la reflexión filosófica deben de brindar la posibilidad de vivir en forma decorosa. El Estado debe reconocer que el investigador científico ejerce una profesión importante para la Nación y por lo tanto, es responsabilidad de los poderes públicos promover la ciencia y crear condiciones adecuadas para el su trabajo. 
Gracias a su prédica, respaldada por una indiscutible autoridad moral, logró convertir en realidad dos aspiraciones que alentaba en su espíritu desde su visita a Madrid: 
1) la creación de un instituto dedicado a la investigación y la docencia superior en el campo de la Biología (1927).
2) la incorporación en la organización administrativa del Estado de un régimen laboral, hasta entonces desconocido en el país denominado "full time" o dedicación exclusiva (1943). Para Estable, la denominación "full time" implicaba mucho más que una exigencia horaria o la exclusión de otra actividad rentada: era una forma de vivir que demandaba, de acuerdo a sus propias palabras, "todo el tiempo y todo el hombre". 
Coherente con su prédica, dedicó su vida a la investigación y a la docencia. Sus últimos años fueron ejemplo de austeridad y abnegación al trabajo.

## Algunas de sus obras
- 1914- “El Valor de la objetivación en la enseñanza” , publicación Solidaridad, Montevideo, v.1, n. 2, p. 3 a 7.
- 1915-“La Nutrición”  publicación Solidaridad, Montevideo, v. 1, n. 5  p. 16 a 20.
- 1915-“Los Concursos Escolares” publicación Solidaridad, Montevideo, v. 1, n. 10/11 p. 22 a 23.